# حمله آوریل ۲۰۱۷ شانزلیزه
در تاریخ ۲۰ آوریل ۲۰۱۷ سه افسر پلیس توسط یک مهاجم با اسلحه کلاشینکف در بولوار شانزلیزه در پاریس فرانسه مورد تیراندازی قرار گرفتند. یکی از افسران کشته و دو نفر دیگر نیز به صورت جدی زخمی شدند و در نهایت مهاجم نیز کشته شد

## جستارهای وابتسه
- تروریسم اسلامی در اروپا